# Mr. Perfectly Fine
Mr. Perfectly Fine —en español: «Sr. Perfectamente Bien»—es una canción grabada por la cantante y compositora estadounidense Taylor Swift. Fue lanzado por sorpresa el 7 de abril de 2021, a través de Republic Records, como un sencillo del primer álbum regrabado de Swift, Fearless (Taylor's Version). Fue escrito únicamente por Swift en 2008 y se grabó en algún momento desde noviembre de 2020 hasta enero de 2021, con producción de Swift y Jack Antonoff .
Una canción country pop con toques de rock, guitarras energéticas y ritmo midtempo. "Mr. Perfectly Fine" es una canción que describe las sensaciones tumultuosas se produjo por el narrador después de una descarrilada relación romántica, haciendo un uso extenso juego de palabras. Recibiendo críticas positivas, los críticos la consideraron una canción clásica de Swift, con elogios hacia su lirismo ingenioso y su tema nostálgico de ruptura. "Mr. Perfectly Fine" alcanzó el top 30 mejores en las listas musicales de países como Australia, Canadá, Irlanda, Nueva Zelanda, Singapur, Suecia, Reino Unido y Estados Unidos. Encabezó la lista Billboard Country Digital Song Sales y Streaming Songs, obteniendo los primeros puestos 17 y quinto de Swift, respectivamente, y alcanzó el número 2 en la lista Hot Country Songs como el tercer sencillo consecutivo entre los 10 primeros de Fearless (versión de Taylor) .

## Antecedentes y lanzamiento
En 2019, el empresario estadounidense Scooter Braun compró y posteriormente revendió los masters de los primeros seis álbumes de estudio de Taylor Swift, desde Taylor Swift (2006) a Reputation (2017). Swift expresó más tarde la intención de volver a grabar los álbumes para recuperar el control de su trabajo. La primera de estas regrabaciones, Fearless (Taylor's Version), una regrabación del álbum de 2008 de Swift, Fearless, fue lanzada el 9 de abril de 2021, luego de ser anunciada el 11 de febrero. Junto al anuncio, Swift reveló que lanzaría seis canciones, todas denominadas "from the Vault", que no formaron parte del álbum de 2008. "You All Over Me (from the Vault)" fue la primera de estas pistas; fue lanzado el 26 de marzo de 2021 como sencillo.
El 3 de abril, se lanzaron los títulos de las cinco pistas restantes de "from the Vault", incluido "Mr. Perfectly Fine". El 7 de abril, Swift lanzó por sorpresa "Mr. Perfectly Fine" junto con un video con letra.
"Mr. Perfectly Fine" fue escrito originalmente por Swift en 2008.

## Composición
"Mr. Perfectly Fine" es una canción country pop con elementos de la música rock, como guitarras enérgicas. Funciona durante cuatro minutos y 38 segundos. Musicalmente, la canción se establece en la clave de Re mayor con un tempo de 136 pulsaciones por minuto (BPM). Las voces de Swift van desde G♯3 hasta D5. Líricamente, Swift navega por los tumultuosos sentimientos que rodean la ruptura, usando juegos de palabras.  Swift incluye una mención de "Sr. casualmente cruel", una frase que se hace eco de la letra "Tan casualmente cruel en nombre de ser honesto" en la canción de 2012 de Swift "All Too Well".

## Recepción crítica
En una crítica positiva, Zoey Haylock de Vulture escribió que 'Mr. Perfectly Fine' trae recuerdos posteriores de 'su angustia de la escuela secundaria', que cuenta con un 'interludio T-Swift clásico y  al final, un coro altísimo'. Haylock apodó la canción "una cápsula del tiempo de 2008". Escribiendo para Rolling Stone, Claire Shaffer destacó el "inteligente juego de palabras" de Swift y describió su sonido como "una mezcla clásica de Swift de country y pop con un toque de rock adicional". Del mismo modo, Jess Cohen de E! News también opinó que la letra "no defrauda". El crítico de Billboard Gil Kaufman lo definió como una "pista acústica de medio tempo de ensueño" y un "clásico cuento de aflicciones románticas de Fearless-era Taylor". También señaló el juego de roles, donde Swift denomina al sujeto como "Sr. rostro perfecto", "Sr. aquí para quedarse", "Sr. me miró a los ojos y me dijo que nunca se iría" y "Sr. cambio". de corazón", pintando un "retrato de un hombre que dice todas las cosas correctas en el momento adecuado".

## Desempeño comercial
"Mr. Perfectly Fine" debutó en el número uno en la lista de ventas de canciones digitales de Billboard Country con fecha del 17 de abril de 2021, marcando la entrada número uno número 17 de Swift en la lista. Reemplazó su propio "You All Over Me" desde el primer puesto. Tras el lanzamiento de Fearless (versión de Taylor), "Mr. Perfectly Fine" se disparó al número dos en la lista Billboard Hot Country Songs, lo que le dio a Swift su 26 ° lugar entre los 10 primeros en la lista. La canción atrajo 14.2 millones de reproducciones en los EE. UU. Y encabezó la lista Billboard Country Streaming Songs, marcando la quinta posición de Swift en la lista. En el Billboard Hot 100 de todos los géneros, "Mr. Perfectly Fine" subió al número 30 desde su debut en el número 90, convirtiéndose en la entrada número 80 de Swift dentro del top 40 de la lista, extendiendo el récord de Swift de la mayoría de las entradas entre las 40 mejores entre las mujeres.

## Créditos y personal
Créditos adaptados de Tidal.
- Taylor Swift - voz, composición, producción
- Jack Antonoff - producción, guitarra acústica, coros, bajo, guitarra eléctrica, teclados, percusión, programación, grabación, sintetizador
- Mikey Freedom Hart - guitarra acústica de 12 cuerdas, guitarra eléctrica, guitarra, pedal de acero
- Sean Hutchinson - batería
- Michael Riddleberger - percusión
- Evan Smith - saxofones, sintetizador
- Randy Merrill - masterización
- Serban Ghenea - mezcla
- John Hanes - ingeniería
- Laura Sisk - grabación
- John Rooney - asistente de grabación
- Jon Sher - asistente de grabación
- Christopher Rowe - ingeniería vocal

## Posicionamiento en listas
| Chart (2021)                          | Peak position |
| ------------------------------------- | ------------- |
| Australia (ARIA)                      | 19            |
| Canadá (Canadian Hot 100)             | 23            |
| (Billboard Global 200)                | 19            |
| Irlanda (IRMA)                        | 15            |
| Nueva Zelanda (Recorded Music NZ)     | 25            |
| Singapur (RIAS)                       | 11            |
| Suecia Heatseeker (Sverigetopplistan) | 7             |
| Reino Unido (UK Singles Chart)        | 30            |
| Estados Unidos (Billboard Hot 100)    | 30            |
| Estados Unidos (Hot Country Songs)    | 2             |
| Estados Unidos Rolling Stone Top 100  | 11            |

## Historial de lanzamientos
| Región    | Fecha              | Formato                    | Etiqueta                  | Ref.          |
| --------- | ------------------ | -------------------------- | ------------------------- | ------------- |
| Varios    | 7 de abril de 2021 | Descarga digital streaming | Republic Records          | [ 16 ] [ 28 ] |
| Australia | 9 de abril de 2021 | Contemporary hit radio     | Universal Music Australia |               |